# Perkin Warbeck

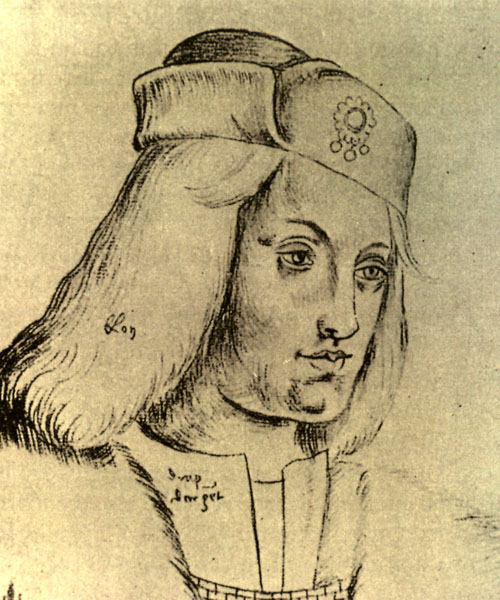
Perkin Warbeck

Perkin Warbeck, född ca 1474 i Tournai, död 23 november 1499 i Tyburn i London (avrättad), var tronpretendent till den engelska tronen under Henrik VII:s regeringstid.

## Biografi
Perkin Warbeck var en bedragare, en flamländare född i Tournai omkring 1474. Han låtsades vara Rikard av Shrewsbury, hertig av York, Edvard IV av Englands yngre son. Den riktige Rikard var troligen död vid den här tiden, mördad i Towern. Warbeck upptäcktes först vid hovet i Burgund 1490.
Han landsteg i Irland 1491, och hoppades vinna stöd där, som Lambert Simnel hade gjort fyra år tidigare, men han fick det inte, och tvingades dra sig tillbaka till det europeiska fastlandet, där hans lycka vände. Han mottogs först av Karl VIII av Frankrike, och blev officiellt erkänd som Rikard, hertig av York av Margareta av Burgund, som var Edvard IV:s syster och änka efter Karl den djärve, hertig av Burgund. Frågan är om hon visste att det var en bluff eller inte. Han välkomnades av flera andra monarker och fick en officiell inbjudan till Maximilian I:s begravning.
3 juli 1495 försökte Perkin ånyo landstiga i England, denna gång finansierad av Margareta av Burgund. Han hade dock bara en mindre styrka och tvingades dra sig tillbaka till Irland nästan omedelbart. Där fick han stöd av earlen av Desmond, och försökte belägra Waterford, de mötte dock motstånd och fick fly till Skottland. Där mottogs han väl av Jakob IV av Skottland, som bland annat lät honom gifta sig med lady Catherine Gordon, dotter till George Gordon, 2:e earl av Huntly.
I september 1496 attackerade skottarna England, men de tvingades snart att dra sig tillbaka då stöd från Northumberland uteblev. Den enda effekt denna handling fick var att krigsskatterna höjdes i England, vilket kan ha föranlett upproret i Cornwall följande år. Kung Jakob ville nu bli av med honom, så Perkin återvände till Waterford i skam, och försökte ånyo med en belägring. Denna gång varade belägringen bara elva dagar och han tvingades fly från Irland, jagad av fyra engelska skepp. Enligt vissa källor hade han vid denna tid endast 120 man på två skepp.
Han landsteg i Cornwall 1497, i hopp om att kunna utnyttja motståndet hos folket där efter upproret där bara tre månader tidigare. Rebellerna hade dock slagits ned och Perkin hade svårt att finna något stöd för ytterligare uppror mot kung Henrik. Följaktligen var han ingen större utmaning för Henrik 1498, då han närmade sig London, men flydde några dagar innan slaget skulle ha ägt rum. Han tillfångatogs och spärrades in i Towern. Tillsammans med Edvard, earl av Warwick, som hade legitima anspråk på tronen, försökte han rymma 1499, greps och hängdes som förrädare vid Tyburn.
Perkins sägs ha liknat Edvard IV till utseendet. Detta ledde till spekulationer kring att han kanske kunde ha varit Edvards illegitime son.